# Sveti Donat (Buzet)
 Sveti Donat   (olaszul: Casa San Donato) falu Horvátországban, Isztria megyében. Közigazgatásilag Buzethez tartozik.

## Fekvése
Az Isztriai-félsziget északi részének közepén, Pazintól 20 km-re északra, községközpontjától 3 km-re délre fekszik.

## Története
A falunak 1857-ben 160, 1910-ben 300 lakosa volt. 2011-ben 84 lakosa volt.

## Lakosság
| Lakosság változása | Lakosság változása | Lakosság változása | Lakosság változása | Lakosság változása | Lakosság változása | Lakosság változása | Lakosság változása | Lakosság változása | Lakosság változása | Lakosság változása | Lakosság változása | Lakosság változása | Lakosság változása | Lakosság változása | Lakosság változása |
| ------------------ | ------------------ | ------------------ | ------------------ | ------------------ | ------------------ | ------------------ | ------------------ | ------------------ | ------------------ | ------------------ | ------------------ | ------------------ | ------------------ | ------------------ | ------------------ |
| 1857               | 1869               | 1880               | 1890               | 1900               | 1910               | 1921               | 1931               | 1948               | 1953               | 1961               | 1971               | 1981               | 1991               | 2001               | 2011               |
| 160                | 173                | 179                | 211                | 264                | 300                | 0                  | 0                  | 230                | 218                | 159                | 101                | 107                | 94                 | 77                 | 84                 |

## Nevezetességei
A névadója, Szent Donát tiszteletére szentelt temploma 1580-ban már állt, 1865-ben megújították. Egyhajós épület, homlokzata felett alacsony nyitott harangtoronnyal. Fából faragott szép oltára a 18. században készült.